# Nitrid stříbrný
Nitrid stříbrný je explozivní chemická sloučenina se vzorcem Ag3N. Je to černá, kovově vypadající pevná látka, která se tvoří, když se oxid stříbra nebo dusičnan stříbrný  rozpustí v koncentrovaném roztoku amoniaku, což způsobí vznik stříbro-amidový nebo imidový komplex, který se následně štěpí na Ag3N. Standardní volná energie směsi je asi +315 kJ/mol, což znamená, že je to endotermická sloučenina, která se explozivně rozkládá na kovové stříbro a dusík.

## Historie
Nitrid stříbrný byl dříve označován jako třaskavé stříbro, ale to může způsobit záměnu s fulminátem stříbrným, azidem stříbrným nebo jinými sloučeninami stříbra, které byly také označovány tímto jménem. Fulminát a azid se netvoří ze čpavkového roztoku Ag2O.

## Vlastnosti
Nitrid stříbrný je slabě rozpustný ve vodě, ale rozkládá se v minerálních kyselinách. Rozklad je explozivní v koncentrovaných kyselinách. Rozkládá se také ve vzduchu při pokojové teplotě a exploduje při zahřátí na 165 °C. 

## Nebezpečí
Nitrid stříbrný se často nechtěně vytvoří během laboratorních experimentů, které zahrnují sloučeniny stříbra a amoniaku, což vede k náhlým detonacím. Jestli je nitrid stříbrný vytvořen, závisí na koncentraci amoniaku v roztoku. Oxid stříbrný ve 1.52 M roztoku amoniaku se snadno převede na nitrid, zatímco oxid stříbra v 0.76 M roztoku nitrid netvoří. Nitrid stříbrný je více nebezpečný, když je suchý, suchý nitrid stříbrný je citlivý na mechanické podněty. Explozi může způsobit sebemenší dotek nebo třeba i padající vodní kapka. Je také výbušný, když je vlhký, i když méně, a výbuchy se nešíří dobře na vlhkém podkladu sloučeniny.
Nitrid stříbrný se může objevit ve formě černých krystalů, zrn, krusty nebo jako lesklé usazeniny na stěně nádoby. Podezřelé usazeniny by měly být rozpuštěny přidáním ředěného roztoku amoniaku nebo koncentrovaným roztokem uhličitanu amonného, čímž se odstraní nebezpečí exploze.

## Další použití termínu
Název „nitrid stříbrný“ se také někdy používá k popisu reflexní vrstvy, skládající se ze střídajících se tenkých vrstev stříbra a nitridu křemíku. Tento materiál není výbušný a není to pravý nitrid stříbrný. Používá se k potahování zrcadel a brokovnic.